# Happy Hour!
Happy Hour! è la seconda raccolta del gruppo musicale statunitense The Offspring, pubblicata il 4 agosto 2010 dalla Sony Music Entertainment Japan solo in Giappone.

## Tracce
1. Come Out and Play (Keep 'Em Separated) (Live) – 3:11
2. Pretty Fly (for a White Guy) (Live) – 3:05
3. All I Want (Live) – 2:07
4. Gone Away (Live) – 4:17
5. Staring at the Sun (Live) – 2:27
6. Hit That (Live) – 2:47
7. Gotta Get Away (Live) – 3:47
8. Dammit, I Changed Again (Live at Wembley) – 2:55
9. D.U.I. – 2:30
10. Beheaded (1999) – 2:41
11. Sin City – 4:27 – cover degli AC/DC
12. I Got a Right – 2:22 – cover dei The Stooges
13. Hey Joe – 2:39 – cover di Billy Roberts
14. 80 Times – 2:07 – cover dei T.S.O.L.
15. Autonomy – 2:36 – cover dei Buzzcocks
16. Want You Bad (Blag Dahlia Remix) – 3:10
17. Why Don't You Get a Job? (Baka Boyz Remix) – 4:21
18. Million Miles Away (Apollo 440 Remix) – 4:01
19. Pretty Fly (for a White Guy) (The Baka Boyz Low Rider Remix) – 3:03

## Formazione
- Dexter Holland – voce, chitarra
- Greg K – basso, cori
- Noodles – chitarra, cori